# Ourapteryx diminuta
Ourapteryx diminuta är en fjärilsart som beskrevs av Inoue. Ourapteryx diminuta ingår i släktet Ourapteryx och familjen mätare. Inga underarter finns listade i Catalogue of Life.